# Bronislovas Lubys
Bronislovas Lubys (8 d'octubre de 1938, Plungė - 23 d'octubre de 2011, Druskininkai, Lituània) fou un empresari lituà, ex primer ministre de Lituània. Va ser un dels que va signar la Llei que va permetre el restabliment de l'Estat de Lituània.

## Biografia
Bronislovas Lubys va estudiar química a l'Institut Politècnica de Kaunas (actualment Universitat Tecnològica de Kaunas). Després de graduar-se, va esdevenir l'enginyer en cap d'una planta química d'Achema. Va ser durant un breu període primer ministre de Lituània. Durant diversos anys també va dirigir altres.
Luby Bronislava va retirar-se de la política i ara encapçala el Grup d'Achema, com a principal accionista, amb un 51% de les accions.
L'agost de 2008, la revista Veidas va qualificar Lubys, juntament amb Juozas Kazickas, Nerijus Numavičius i Vladimir Romanov, l'empresari més ric i influent de Lituània.